# Nam Quan (xã)
Nam Quan là một xã thuộc huyện Lộc Bình, tỉnh Lạng Sơn, Việt Nam.
Xã Nam Quan có diện tích 62,12 km², dân số năm 1999 là 2.191 người, mật độ dân số đạt 35 người/km².
Theo thống kê năm 2019, xã Nam Quan có diện tích 62,12 km², dân số là 2.385 người, mật độ dân số đạt 38 người/km².